# Минарди M186
Минарди M186 е болид от Формула 1 с който отбора на Минарди участва в последните шест състезания за сезон 1986. То е управляван от Андреа де Чезарис, докато неговия съотборник Алесандро Нанини трябваше да използва M185B.
M186 е подобрена версия на M185B, дебютирайки по време на ГП на Унгария 1986 в ръцете на Андреа де Чезарис. Болидът също като предшественика не показа добри резултати като осмото място по време на ГП на Мексико 1986 е най-добрия резултат. За сезон 1987 M186 е заменен от M187.